# Spilogona karelica
Spilogona karelica är en tvåvingeart som först beskrevs av Tiensuu 1936.  Spilogona karelica ingår i släktet Spilogona och familjen husflugor. Inga underarter finns listade i Catalogue of Life.